# Jiří Myrontheater
Het Jiří Myrontheater (Tsjechisch: Divadlo Jiřího Myrona - Duits: Jiří-Myron-Theater) is een theater in de Tsjechische stad Ostrava. Het theater werd in 1894 geopend en is sinds 1919 een van de twee locaties van het Nationaal Moravisch-Silezisch Theater (de andere is het Antonín Dvořáktheater). Sinds 3 mei 1958 is het gebouw een monument. Het theater is een van de grootste van Tsjechië.

## Etymologie
Het theater is vernoemd naar acteur en regisseur Jiří Myron, die tevens de zesde directeur van het Nationaal Moravisch-Silezisch Theater was.

## Geschiedenis

### 1860-1906
In de jaren 1860 en 1870 begon de nationale bevrijdingsbeweging in Ostrava zich sterker te manifesteren. Een uit Bohemen afkomstige groep pleitte actief voor de versterking van de Tsjechische taal. In mei 1881 werd tijdens een bijeenkomst van de burgervergadering een voorstel gedaan om een theater en verenigingsgebouw voor Tsjechischtaligen te bouwen. JUDr. František Chleborád, voorzitter van het Moravische genootschap Moravská Ostrava, was de eerste persoon die een financiële bijdrage voor de oprichting van het gebouw leverde, te weten honderd gouden munten.
Na jaren van plannen richtte de burgervergadering in november 1891 een bouwcoöperatie op, waarvan de eerste algemene vergadering werd gehouden in april 1892. Als locatie voor het gebouw werd gekozen voor het plein tegenover de net voltooide Kathedraal van de Goddelijke Verlosser, een stukje van de stad dat op dat moment in opkomst was. Het gebouw zou de beschikking krijgen over onder andere een balzaal. Op initiatief van de lokale advocaat Edmund Palkovský werd een inzameling georganiseerd. Een maand later al was er voldoende geld bij elkaar gesprokkeld om de benodigde grond aan te kopen.
De coöperatie opende een inschrijving voor architecten. De concessie werd uiteindelijk verleend aan Josef Srb, die net was afgestudeerd aan de academie in Praag. De decoraties werden aangebracht door de kunstenaar van het Nationaal Theater in Praag, Robert Holzer. Srb ontwierp het gebouw in de classicistische neorenaissancestijl. Het ontwerp werd door critici gezien als conventioneel, maar in de ogen van de architect sloot het aan bij het ontwerp van de kathedraal ertegenover.
Op 27 juni 1892 werd de eerste steen gelegd en al in november 1893 was het voorste gedeelde van het gebouw voltooid. Op 2 december dat jaar werd het ingewijd. Naast een theaterzaal was er een restaurant aanwezig. De rest van het gebouw werd geleidelijk aan voltooid en in juni 1894 kon het hele gebouw, inclusief alle verenigingszalen, in gebruik worden genomen. De totale kosten van de bouw bedroegen 156.000 kronen. Op 16 en 17 juni werd voor de volledige opening een groots nationaal feest georganiseerd, bestaande uit zang en diverse muzikale optredens. Het feest eindigde met het komediestuk Paní Mincmistrová van Ladislav Stroupežnický, uitgevoerd door beginnende acteurs uit Ostrava, onder leiding van Emanuel Balcar.
Bijna alle op dat moment bestaande Tsjechische culturele verenigingen in Ostrava vonden onderdak in het nieuwe gebouw. In de jaren erna waren onder meer Tomáš Masaryk, Jaroslav Vrchlický, Emil Holub en Václav Frič er te gast. Ook werden diverse tentoonstellingen gehouden van werken van Mikoláš Aleš, František Kupka, Josef Myslbek, Max Švabinský en anderen. Qua muzikale evenementen waren er onder meer concerten van Jan Kubelík, het Tsjechisch Filharmonisch Orkest en het orkest van het Nationaal Theater van Praag. Het gebouw werd een inspiratie voor de Duitse en Poolse inwoners van Ostrava, die ook hun eigen culturele centra bouwden: het Duitse Huis werd geopend in 1895 en het Poolse Huis in 1900. De evenementen aldaar begonnen uiteindelijk te concurreren met die van de Tsjechen.
In 1897 werd de Vereniging van Amateurtoneelspelers onder leiding van schrijver František Sokol-Tůma opgericht. Ook enkele beroemde theatergroepen gaven voorstelling in het gebied tussen Ostrava en Brno. De samenwerking met Ostrava was zelfs zo nauw dat voorstellingen in Ostrava een soort voorseizoen van het theater in Brno vormden en het publiek in Ostrava de mogelijkheid had om een aantal toneelstukken vroegtijdig te aanschouwen. In 1904 bezocht de toneelgroep van het Nationaal Theater van Praag Ostrava, te weten op 16 en 17 maart, waarbij op de eerste dag het toneelstuk Oblak van Kvapil werd opgevoerd en op de tweede dag een toneelstuk van Rýdel. Een ander Praags gezelschap was dat van Divadlo na Vinohradech, die in Ostrava optraden op 16 en 17 mei 1908.

### 1906-heden
In 1906 werd het gebouw overgenomen en werd de Artistieke Vereniging opgericht. Hiermee werd de basis gelegd voor permanente toneelvoorstellingen in Ostrava. Het eerste theaterseizoen opende op 16 september 1908 met een uitvoering van Smetana's opera De verkochte bruid. Het laatste seizoen onder dit bestuur werd op 7 mei 1919 afgesloten met de operette Der Zigeunerbaron. Na deze datum werd het theater overgenomen door het Nationaal Moravisch-Silezisch Theater, die het theater als dependance van het Antonín Dvořáktheater ging gebruiken.
Van 1921 tot 1939 was de bioscoop Kosmos in het gebouw gevestigd. Aan het begin van de Tweede Wereldoorlog bezetten de Duitsers Ostrava. Hierdoor moest het Tsjechisch theatergezelschap weer optredens geven in dit theater in plaats van het Antonín Dvořáktheater. Dit hield stand tot aan de bevrijding in 1945. Tevens werd het theater in 1940 verbouwd. In januari 1941 werd het verbouwde complex opgeleverd en in februari 1941 ging het seizoen weer van start, met als eerste opvoering De verkochte bruid van Smetana.
Na de bevrijding deed het gebouw weer dienst als dependance van het Nationaal Moravisch-Silezich Theater. In 1948 werd de naam van de dependance gewijzigd in Staatstheater van Ostrava. In 1954 kreeg het theater zijn huidige naam: Jiří Myrontheater, ter ere van Jiří Myron, de zesde directeur van het Nationaal Theater. In november 1962 besloot de onderwijs- en cultuurcommissie van de gemeente Ostrava om het gebouw op te laten nemen op de toenmalige Staatslijst van Cultuurmonumenten.
Na de opvoering van de musical Svejk op 6 december 1976 brak er brand uit, waardoor het gebouw zwaar beschadigd raakte. De toenmalig gemeentelijk architect van Ostrava, Ivo Klimeš, die verantwoordelijk was voor de restauratie na de brand, vond dat reparaties eigenlijk tevergeefs waren, daar het gebouw niet meer kon voldoen aan moderne theatervereisten. Daarop werd besloten om de romp van het oude gebouw af te breken en een volledig nieuwe achtervleugel te bouwen. De oorspronkelijke voorvleugel bleef behouden. Het nieuwe uit 1979 daterende ontwerp van de achtergevel kenmerkt zich door harmonieuze en eenvoudige materiaalcomposities en was geïnspireerd op het werk van Hans Scharoun en Alvar Aalto. De bouwvergunning werd op 18 juli 1980 verstrekt en de bouw begon in augustus dat jaar. Op 28 april 1986 opende het theater wederom haar deuren. De eerste productie in het vernieuwde theater was de musical Štěstí pro Annu van Peter Miller.
Het Jiří Myrontheater is met 665 zitplaatsen thans een van de grootste theaters van Tsjechië en is in gebruik door de operette-, toneel- en balletgroepen van het Nationaal Moravisch-Silezisch Theater.

## Galerij

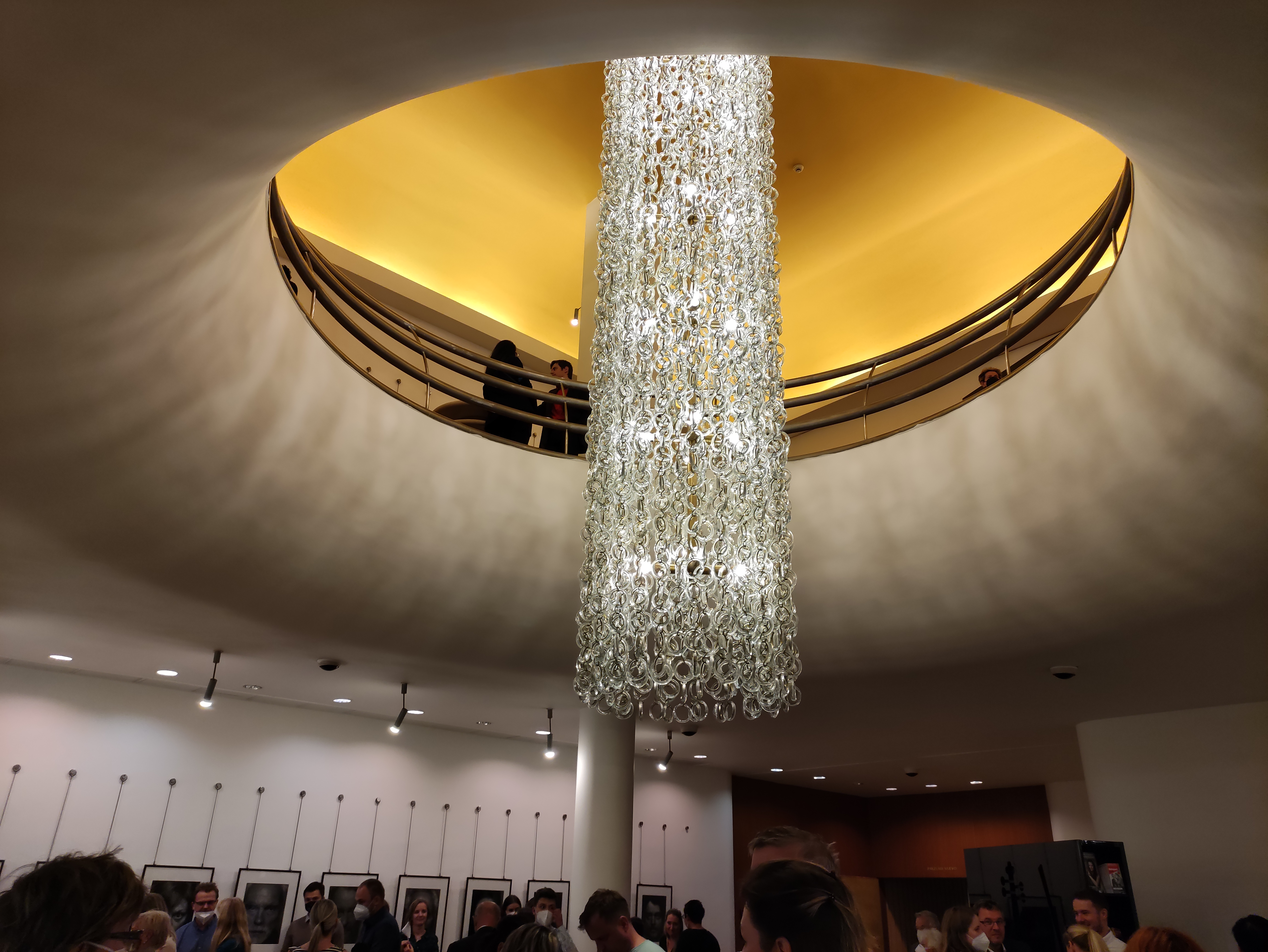
Decoratieve hanglamp (onderzijde)
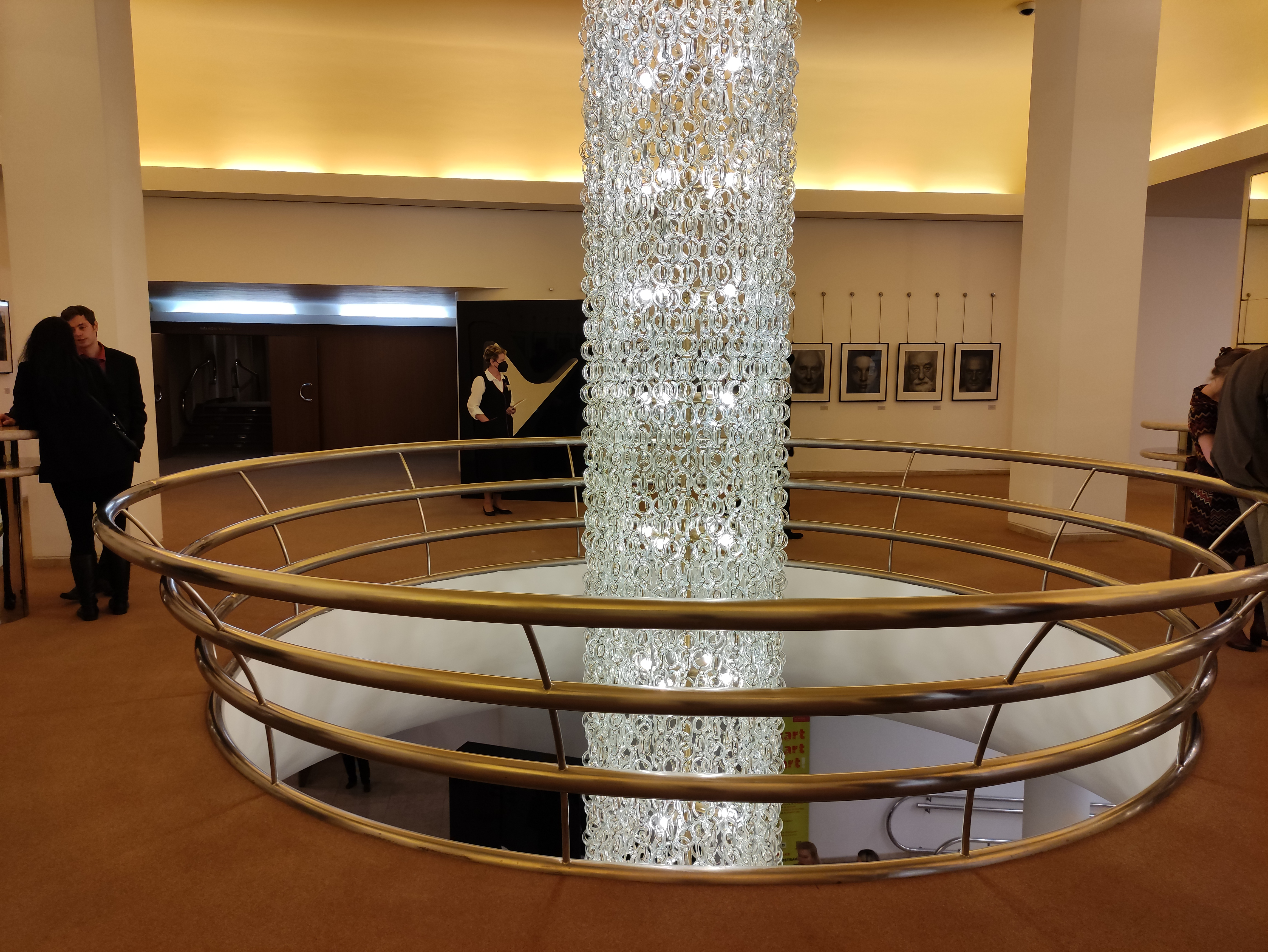
Decoratieve hanglamp (bovenzijde)
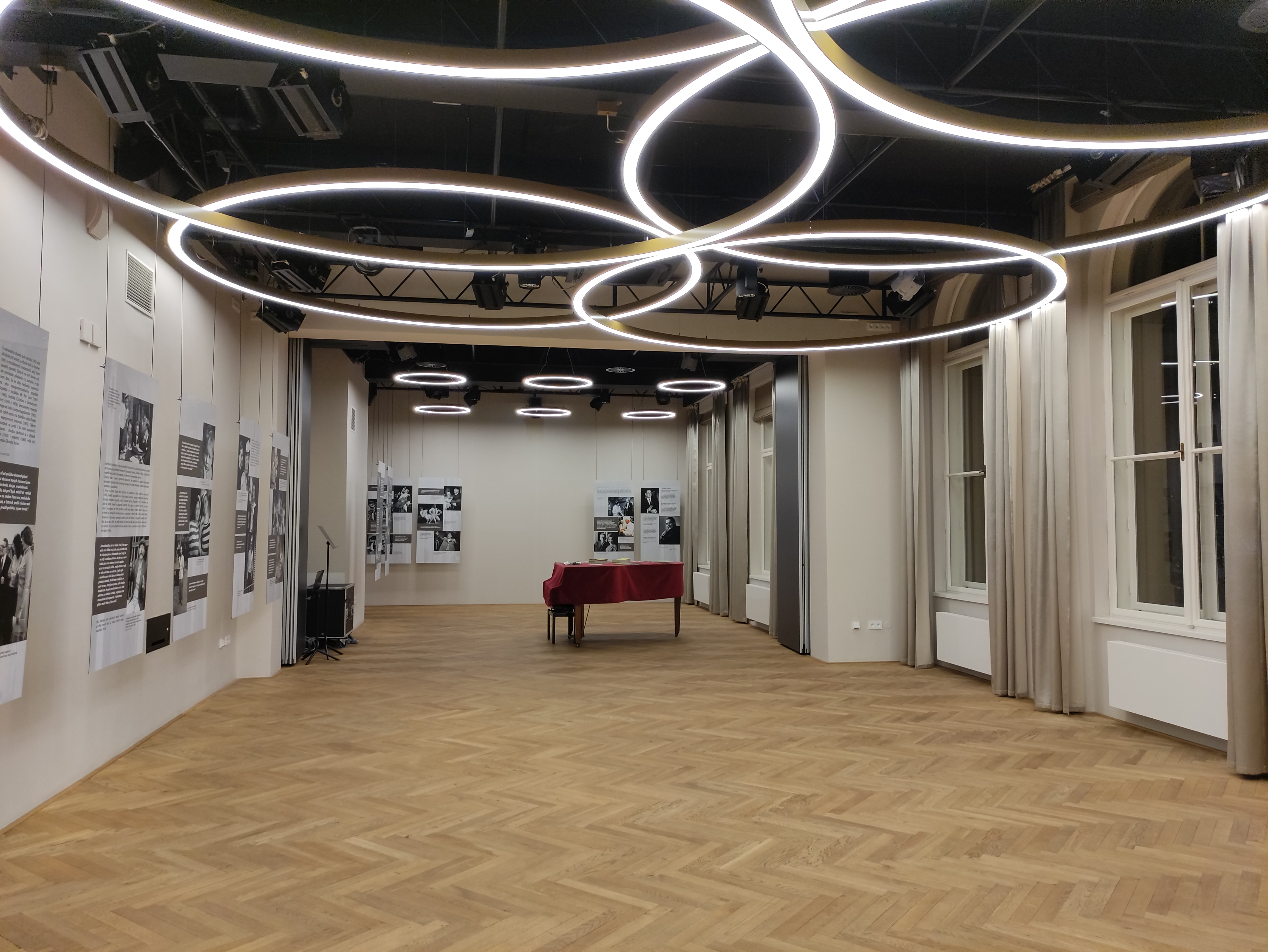
Tentoonstellingsruimte
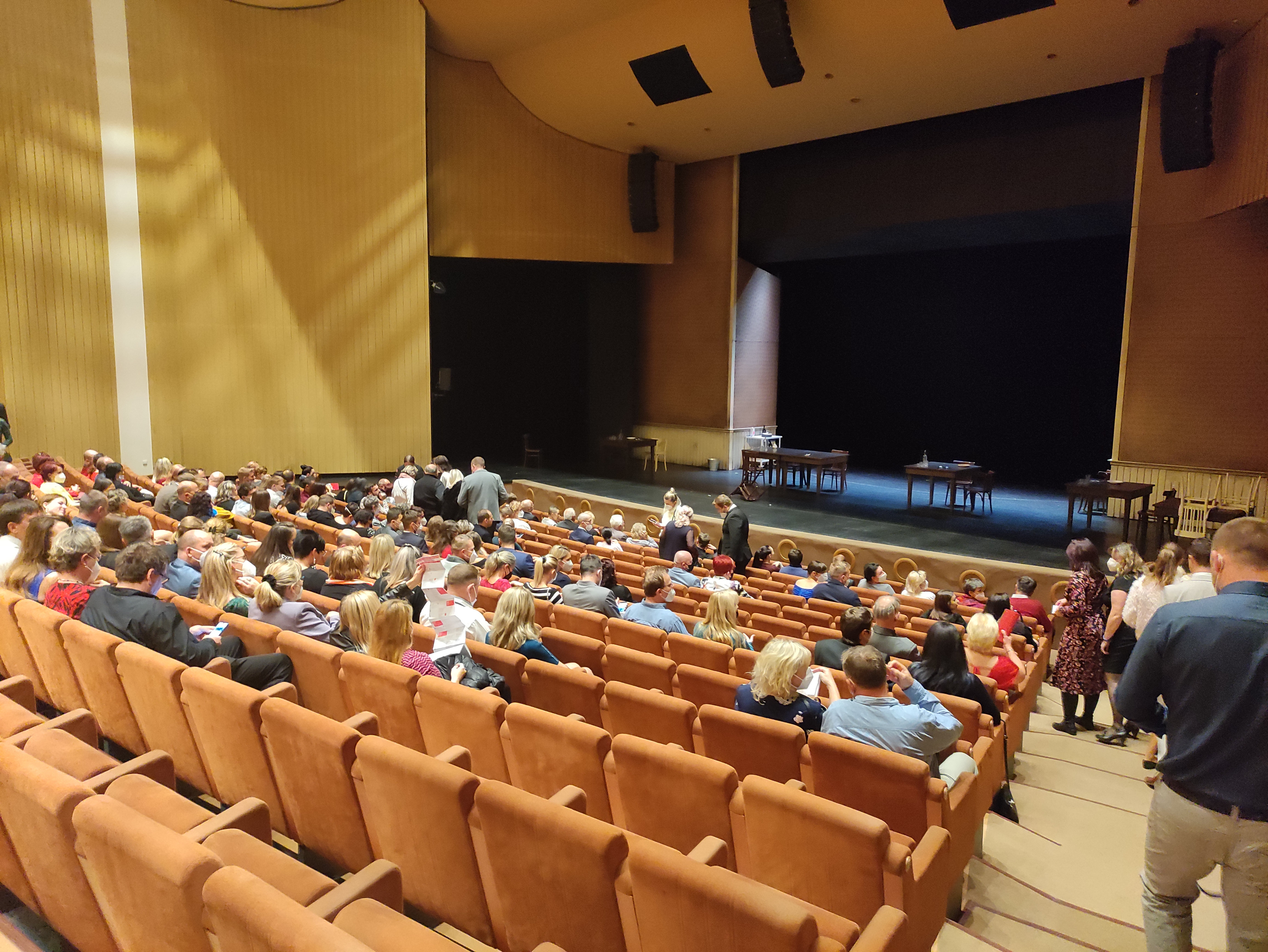
Zitplaatsen op begane grond
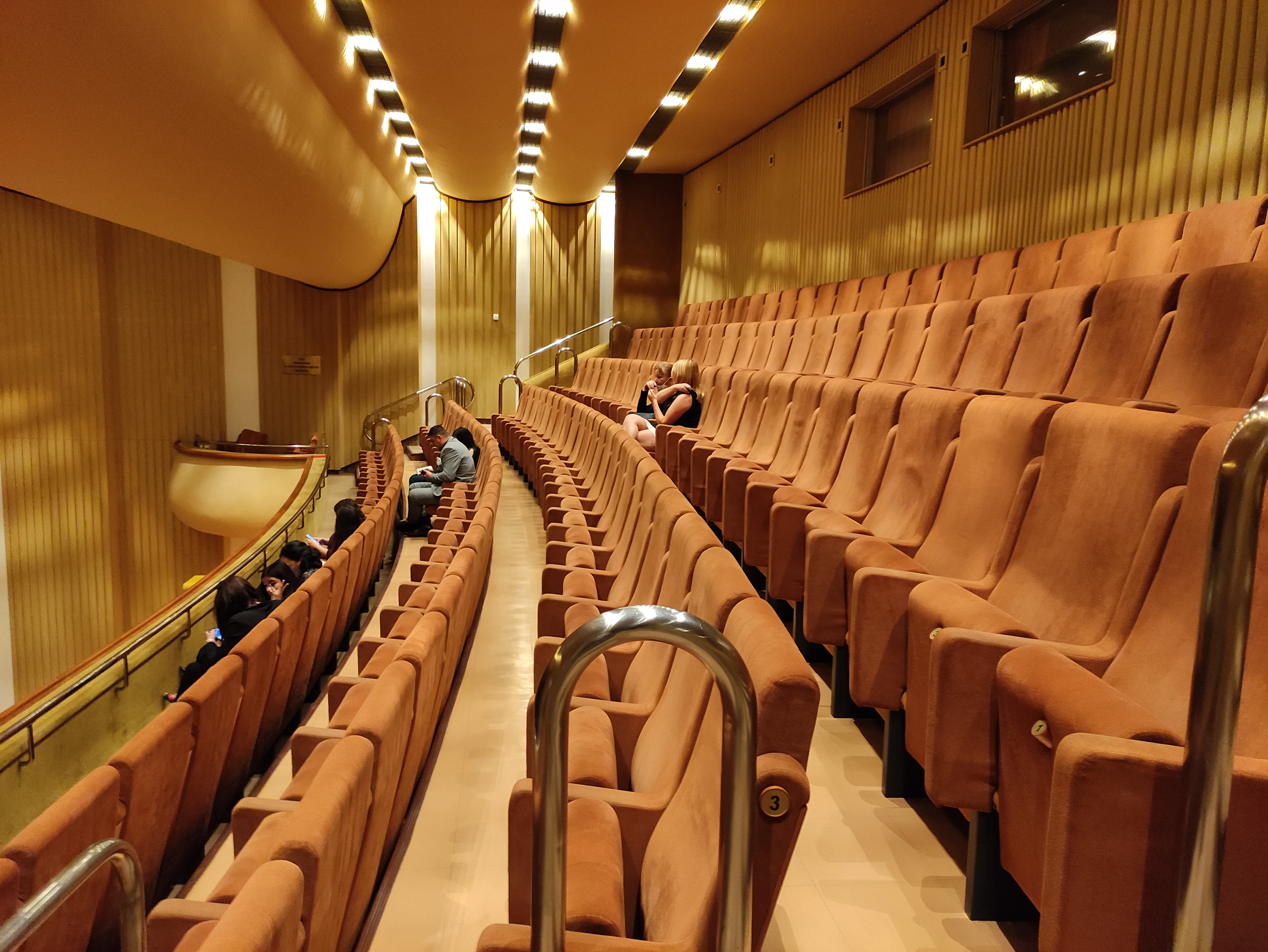
Zitplaatsen op balkon